# Thomas Wharton (anatom)
Thomas Wharton, född den 31 augusti 1614, död den 15 november 1673, var en engelsk anatom.
Wharton blev 1647 medicine doktor i Oxford, bosatte sig i London samt utövade där en mycket omfattande verksamhet som praktiserande läkare. 
Samtidigt sysselsatte han sig också med anatomiska studier, särskilt över körtlarnas och navelsträngens byggnad. Efter honom har underkäksspottkörtelns utförsgång och den slemmiga vävnaden i navelsträngen fått sina namn. 
Whartons anatomiska undersökningar är utgivna under titeln Adenographia sive glandularum totius corporis descriptio (1656; flera upplagor).